# Czerteż
Czerteż est une localité polonaise de la gmina et du powiat de Sanok en voïvodie des Basses-Carpates.
En 2021, la localité compte 741 habitants.